# Ferrovie dell'Uzbekistan
Le Ferrovie dell'Uzbekistan (in uzbeco Ўзбекистон темир йўллари?, Oʻzbekiston Temir Yoʻllari) sono il vettore ferroviario nazionale dell'Uzbekistan. L'azienda possiede e gestisce tutte le ferrovie all'interno del paese. È una società per azioni di proprietà statale, costituita nel 1994 per gestire le ferrovie all'interno dell'Uzbekistan. A marzo 2017, la lunghezza totale della sua rete ferroviaria principale è di 4.669 km (tra i quali 2.446 km è elettrificata). Sono impiegate 54.700 persone.